# Анавгай
Анавга́й (коряк. Анавн’ай — смола лиственницы) — село на месте слияния рек Анавгай и Быстрой, национальное поселение в Быстринском районе Камчатского края России. Образует Анавгайское сельское поселение.

## Природные условия
Расстояние до Петропавловска-Камчатского 495 км. Посёлок находится на территории Быстринского природного парка, включённого в 1996 году в Список объектов Всемирного природного наследия ЮНЕСКО, в живописном месте, окружённый со всех сторон сопками, на высоте 330 метров над уровнем моря.
Климат
Климат Анавгая, который изолирован в отрогах Срединного хребта, континентальный, с морозной зимой (длится 160—170 дней) и коротким летом. Средняя температура января — −19 °C, абсолютный минимум — −45-50 °C. Лето (переход температуры через +10 °C) сравнительно тёплое, начинается с третьей декады июня и длится до конца августа, когда отмечаются первые заморозки. В июле нередки дни с температурой до +30 °C, абсолютный максимум +34 °C. В середине сентября выпадает первый снег. В середине октября ложится снеговой покров, который сходит только в конце мая. Средняя высота снегового покрова составляет 1 метр. Число часов солнечного сияния составляет около 1600 часов. Среднее количество осадков — 400 мм (максимум в июле-августе). Это одно из самых сухих мест на Камчатке. Последние заморозки могут задержаться до 27 июня, а первые начаться уже 21 августа.
Гидрография
Все реки в районе села имеют горный характер с довольно высокими скоростями течения и узкими долинами. В реках природного парка водятся голец и хариус. Считается, что Атласов В. В. со своим отрядом, спускаясь по долине реки Анавгай, вышел впервые на реку Камчатка. Именно в верховьях реки Анавгай казаки оставили с юкагирами своих оленей и совершили спуск с хребта в долину реки Камчатка.
В долине в среднем течении реки Анавгай на северном склоне сопки Чемпура располагаются Окские и Апапельские горячие источники.

## История

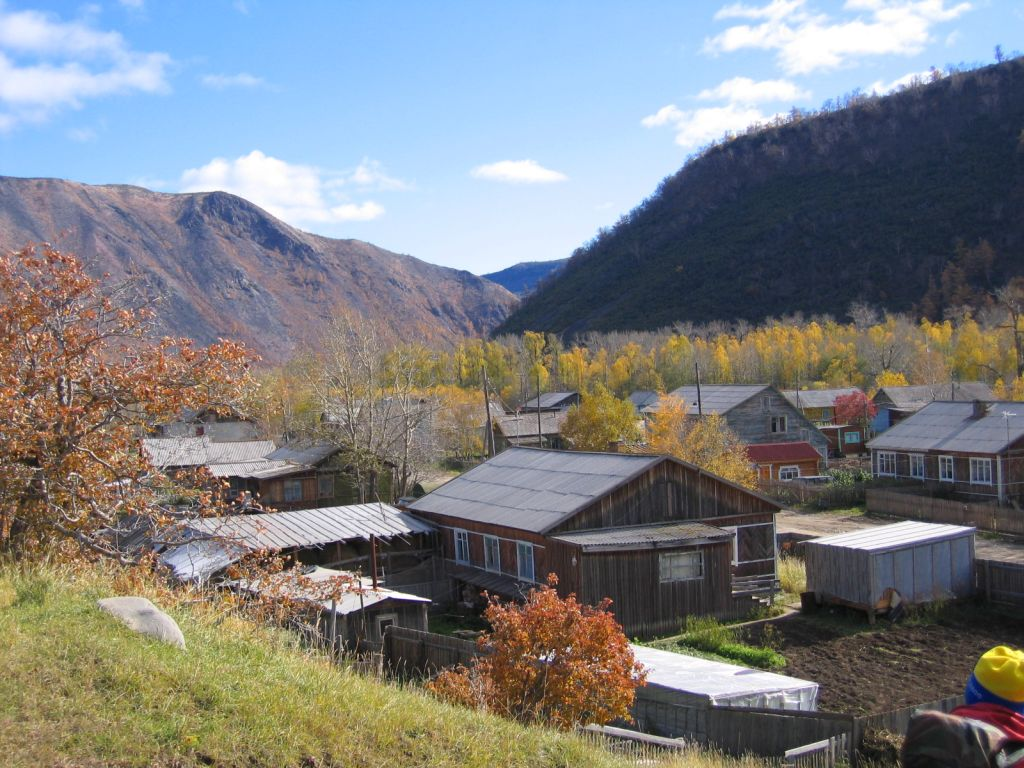
Вид на Анавгай

История возникновения и развития села Анавгай восходит к началу тридцатых годов прошлого века и неразрывно связана с советскими преобразованиями на территории области. Точную дату основания села определить трудно, существующая информация противоречива.
Восьмого февраля 1926 года на собрании Анавгайского рода было принято решение создать родовой совет (председатель — Инданов Иван Маркович, члены Совета — Гилканов Иннокентий Игнатович и Черканов Сергей Гаврилович) и объединиться с другими родами эвенов: Лаучанского и Кекунайского. В то время села как такового не было, на месте современного стойбища «Мэнэдек» было несколько зимников.
Постановлением ВЦИК от 10 января 1932 года образован Быстринский национальный (Эвенский) район с административным центром в селении Оновгай в существующих границах Быстринского Ламутского туземного района. Позже административным центром стало село Эссо.
24 декабря 1934 года в день выборов в местные Советы депутатов трудящихся Анавгай официально стал селом. При этом поселение не находилось постоянно на одном месте, местные жители-эвены жили в чумах и они потихоньку кочевали по реке Анавгай от истока до устья реки Быстрая.
Решением исполкома Камчатского областного Совета от 25 апреля 1941 года был разработан план оседания кочевого населения по Тигильскому и Быстринскому районам. По этому плану Анавгай стал хозяйственным центром товарищества им. Молотова. В военные годы были построены первая начальная школа из 2 классов с количеством учащихся 24 человека, детские ясли, почта, медпункт, магазин, столовая, пекарни. На 47 километре дороги, на горячих источниках, была устроена сначала стоянка, а затем база отдыха. Там же были сенокосные угодья.
В 1960-е годы население села увеличивается в связи с курсом на укрупнение колхозов, когда ликвидируются «неперспективные» сёла Лаучан в 1960 году, Тваян в 1964 год, Быстрая в 1969 году. В марте 1969 года был создан совхоз «Анавгайский».
В 1967 году в селе открыли сад-ясли с круглосуточной группой для детей-эвенов, но были дети, которые находились в табунах. С середины 60-х годов обучение в школе ведётся на русском языке, что негативно отразилось и на успеваемости, и на культуре эвенов. Дети всё больше и больше отрывались от семей. В табуны они попадают только летом. Постепенно стала утрачивается преемственность в традиционных занятиях.
Посёлок Анавгай приобрёл современный облик в 60-70-е годы XX века. На это время приходится пик социально-экономического развития. Жители получили новое жилье, устойчивые заработки. В село была проведена термальная и холодная вода. В 1978 году в селе была открыта сначала восьмилетка, а позже средняя школа. В 1980 году было построено двухэтажное здание 8-летней школы-интерната, с 1985 года школа преобразована в среднюю школу-интернат. Появился Дом Культуры.
Социально-экономические потрясения 1990- х гг. тяжело отразились на жизни Анавгая. В 1992 году происходит реорганизация совхоза, вместо него созданы крестьянско-фермерское хозяйство «Рассвет» и ООО «Анавгай». Сельский совет реорганизован в сельскую администрацию. Произошло резкое снижение занятости населения, безработица, как следствие, пьянство. Поголовье оленей сократилось за 10 лет в 3,5 раза.
В этих условиях очень остро встала проблема выживания. Решение её анавгайцы видят в возвращении к истокам, к своей культуре. Это выражается в возрождении обычаев, обрядов, в деятельности национальных ансамблей, что привлекает туристов. Туризм в перспективе может рассматриваться как самостоятельное экономическое направление.

## Анавгайское сельское поселение
Статус и границы сельского поселения установлены Законом Камчатской области от 17 декабря 2004 года № 243 «Об установлении границ и о наделении статусом муниципальных образований на территории Быстринского района Камчатской области».

## Население
В селе проживают преимущественно эвены и коряки, а также русские, белорусы, татары, украинцы, чукчи.
| 1937 | 2002 | 2010 | 2012 | 2013 | 2014 | 2015 |
| ---- | ---- | ---- | ---- | ---- | ---- | ---- |
| 141  | ↗579 | ↘546 | ↘539 | ↗543 | ↘505 | ↗531 |
| 2016 | 2017 | 2018 | 2019 | 2020 | 2021 | 2023 |
| ↗532 | ↘516 | ↘511 | ↘502 | ↘499 | ↗506 | ↘484 |

## Инфраструктура
Посёлок состоит из трёх улиц: Ленинская, Советская и Октябрьская. Покрытие дорог — грунтовое, в 2014 году впервые центральная улица посёлка получило асфальтовое полотно В посёлке есть школа, детский сад «Родничок», врачебная амбулатория, магазин, отделение почтовой связи, гостиница «Фактория». Работают операторы сотовой связи «Билайн» и «МТС»
Особенность посёлка — централизованное отопление за счёт природных геотермальных вод. Благодаря этому, жители посёлка выращивают в своих теплицах теплолюбивые растения — томаты, перцы, баклажаны, дыни и даже виноград. Есть термальный бассейн, который расположен рядом со школой.

## Энергетика
Впервые электричество появилось в селе в 1960 году. Генерация осуществлялась от местной ДЭС. В 1992 году было принято решение о строительстве малой Быстринской ГЭС. В 1995 году станция введена в эксплуатацию. В связи с рыбохозяйственным значением реки Быстрая ГЭС не имеет плотины, и её работа зависит от горизонтов и расходов воды само́й реки. Поэтому летом ГЭС даёт 1500 кВт, а зимой только 500 кВт. Недостаток в мощности в зимний период перекрывается дизельной станцией. В этих условиях Быстринская ГЭС покрывает на 92 процента потребности электроэнергии по району и только 8 процентов приходится на ДЭС.

## Транспорт
Посёлок является транспортным узлом, через который Корякия снабжается продуктами питания и промтоварами: вездеходами — летом, большегрузными автомобилями — по зимнику. Вертолётная площадка в селе Анавгай обслуживает оленеводческие звенья и используется санитарной авиацией, авиалесоохраной, для вертолётного транзита коммерческих грузов и туристских групп.
Через село Анавгай проходит грунтовая дорога, связывающая село Эссо с трассой Петропавловск-Камчатский — Усть-Камчатск. До районного центра Эссо — 25 км.
В 2014 году был построен 200-километровый автозимник с продлённым сроком действия Анавгай — Палана.

## Достопримечательности
Стойбище «Мэнедек»
Стойбище «Мэнедек» — памятник культуры корякского и эвенского народов, рассчитанный на многочисленных туристов, посещающих район. Здесь воспроизводится среда обитания коренных жителей Камчатки. На территории комплекса находятся эвенские и корякские жилища — юрты и яранги, сооружения для хранения одежды и утвари — балаганы и мамычки. Сакральные деревянные фигуры стерегут тропы, охраняя священный очаг от злых духов. В селе Анавгай работают мастерские по выделке и обработке оленьих шкур, изготовлению сувениров из бересты и бисера, резьбы по дереву и кости.
Окрестности посёлка
Анавгай располагается в живописном месте долины реки Быстрая, среди гор, поэтому мест, достойных посещения достаточно много. Основными же являются: смотровая площадка у Быстринской ГЭС, скала индейца, экологическая тропа вдоль реки Ковавля, лечебные бассейны на 47-м километре, поход на сопку «Спящая красавица», с которой открывается удивительный вид на посёлок и окрестности.
Источник 47-й км
Источники расположены на левом берегу реки Быстрой-Козыревской, на 47-м километре автотрассы, идущей к Эссо от посёлка Крапивная. Когда-то здесь действовал небольшой профилакторий работников лесной промышленности. Был сооружён плавательный бассейн, открыто ванное отделение. Но от профилактической работы лесники вскоре отказались. Сохранились естественные выходы горячей воды в болотистой низине. Их показатели: дебит — 4 л/с, температура — 43°С, минерализация — 3 г/л; кремниевой кислоты — 0,031 г/л. В дополнение к естественному выходу была в 1950 г. пробурена скважина с дебитом 2,5 л/с и с теми же химическими показателями. Вследствие невысокого общего дебита и не слишком высокой температуры даже летом вода в бассейне и ваннах прохладна. Исключением является только одна ванна, сделанная в виде обычного деревянного колодца несколько увеличенного сечения, на дне которого происходит постоянный естественный обмен воды. В нём могут разместиться три-четыре человека, в слое воды около 30-40 см, и предпочитают лечиться больные, так как относительно повышенная температура, присутствие кремниевой кислоты, абсолютная свежесть только что вышедшей из земли воды действуют благотворно.
Танец — душа народа
В посёлке существуют танцевальные коллективы «Нургэнэк» (Праздник танца) и детский коллектив «Орьякан» (оленёнок), которые являются участниками и призёрами многих международных фестивалей. Без них не обходится ни одно культурное событие в районе и Камчатском крае.

## Традиционные праздники
В дни летнего солнцестояния в ночь с 21 по 22 июня организуется фольклорный праздник «Нургэнэк», посвящённый встрече нового года по эвенскому календарю. В первых числах июня — праздник первой рыбы. Конец февраля-начало марта — день оленевода. В этот день на поле Анавгая происходят оленьи гонки с национальными костюмами, танцами, игры. Гостям предлагают блюда национальной кухни: шурпа из оленины и Анавгайский фиточай. В августе — День аборигена, в сентябре — День прихода эвенов на Быстринскую землю и праздник Урожая.
С 1989 года в селе регулярно проводится фольклорный праздник «Нургэнэк», который привлекает к себе как сельчан, так и гостей. Он включает в себя целый ряд мероприятий: выставку-продажу сувениров, танцевальный марафон, угощения, детский «марафончик». С 1999 года в селе проводятся Черкановские чтения. 2001—2005 годы характеризуются появлением национального праздника «Дюлипки», восстановлением обрядов празднования Нового года, свадьбы.
«Берингия»
С 1990 года по Быстринскому парку проходят традиционные гонки на собачьих упряжках «Берингия», которые занесены в 1991 году в Книгу рекордов Гиннесса — протяжённость маршрута Эссо — Марково (Чукотка) составила 1980 км. В последние годы протяжённость маршрута составляет 950 км по маршруту Эссо — Тигиль — Палана — Оссора. За день до старта проходит тренировочная гонка Анавгай — Эссо, а также детская гонка на собачьих упряжках.